# Vajkovce

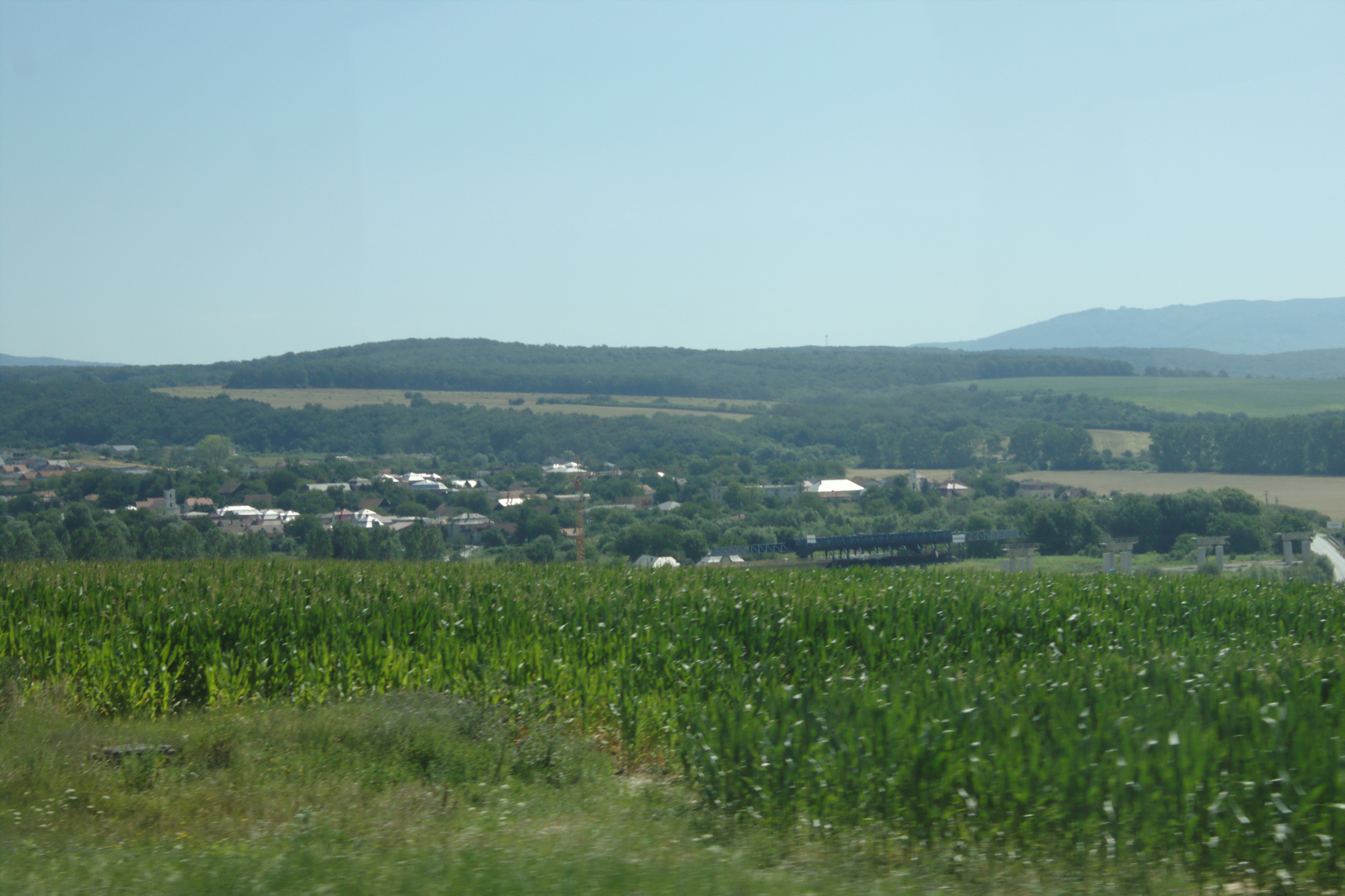

Vajkovce (bis 1927 slowakisch auch „Valkovce“; ungarisch Tarcavajkóc – bis 1907 Vajkóc) ist eine Gemeinde im Osten der Slowakei mit 933 Einwohnern (Stand 31. Dezember 2024), die zum Okres Košice-okolie, einem Teil des Košický kraj, gehört.

## Geographie
Die Gemeinde befindet sich im Südteil des Talkessels Košická kotlina, am linken Ufer der Torysa. Das Ortszentrum liegt auf einer Höhe von 205 m n.m. und ist neun Kilometer von Košice entfernt.
Nachbargemeinden sind Kráľovce im Norden, Chrastné im Osten, Rozhanovce im Süden, Beniakovce im Südwesten und Budimír im Westen.

## Geschichte
Der Ort wurde zum ersten Mal 1473 als Waykocz schriftlich erwähnt und leitet seinen Namen vom Personennamen Vojk ab. 1630 führte der Ort eine Steuerabgabe von 1 Porta für Bauern sowie ½ Porta für leibeigene Familien ab. Gutsbesitzer ab dem 18. Jahrhundert stammten aus den Geschlechtern Szinyei, Soós, Szatmáry sowie weiteren. 1828 zählte man 49 Häuser und 322 Einwohner, die hauptsächlich als Landwirte, aber auch als Fischer und Salzfuhrmänner beschäftigt waren.
Bis 1918/1919 gehörte der im Komitat Abaúj-Torna liegende Ort zum Königreich Ungarn und kam danach zur Tschechoslowakei beziehungsweise heute Slowakei.

## Bevölkerung
| Jahr                | 1994 | 2004    | 2014     | 2024     |
| ------------------- | ---- | ------- | -------- | -------- |
| Anzahl der Personen | 494  | 522     | 742      | 933      |
| Unterschied         |      | +5,66 % | +42,14 % | +25,74 % |

| Jahr                | 2023 | 2024    |
| ------------------- | ---- | ------- |
| Anzahl der Personen | 943  | 933     |
| Unterschied         |      | −1,06 % |

Gemäß der Volkszählung 2011 wohnten in Vajkovce 630 Einwohner, davon 548 Slowaken, sechs Tschechen, drei Magyaren, jeweils zwei Roma und Russen sowie ein Mährer. Ein Einwohner gab eine andere Ethnie an und 67 Einwohner machten keine Angabe zur Ethnie.
225 Einwohner bekannten sich zur römisch-katholischen Kirche, 183 Einwohner zur reformierten Kirche, 50 Einwohner zur griechisch-katholischen Kirche, 43 Einwohner zur Evangelischen Kirche A. B., vier Einwohner zur apostolischen Kirche, jeweils drei Einwohner zur evangelisch-methodistischen Kirche und zur orthodoxen Kirche sowie jeweils ein Einwohner zu den Siebenten-Tags-Adventisten, zu den Zeugen Jehovas und zur Pfingstbewegung; fünf Einwohner bekannten sich zu einer anderen Konfession. 31 Einwohner waren konfessionslos und bei 80 Einwohnern wurde die Konfession nicht ermittelt.

## Bauwerke
- reformierte Toleranzkirche im klassizistischen Stil aus dem Jahr 1802, 1901 um den Turm ergänzt
- römisch-katholische Gnadenkirche aus dem Jahr 2004